# Deutz OME 117 R
Deutz OME 117 R ist eine 1932 bis 1942 von (Klöckner-)Humboldt-Deutz in Köln hergestellte Rangierlokomotive mit einem 12 PS leistenden Einzylinder-Zweitakt-Dieselmotor. Angebotene Spurweiten reichten von der 900-mm-Schmalspur über Normalspur bis hin zur indischen Breitspur (1676 mm). Das R (für Rangierlok) unterscheidet sie von der gleichmotorisierten, schmalspurigen Feldbahnlok Deutz OME 117 F.

## Geschichte
Klöckner-Humboldt-Deutz (KHD) und OK Nordhausen waren in Deutschland bis 1945 die größten Hersteller von Feldbahnlokomotiven. Der größte Teil aller bis dahin bei Deutz gebauten Schienenfahrzeuge waren schmalspurige Feld- und Grubenlokomotiven. Normalspurige Kleinlokomotiven (Spurweite 1435 mm), wie z. B. Lieferungen der Köf II an die Deutsche Reichsbahngesellschaft waren mit rund 10 % der insgesamt bei Deutz gebauten Schienenfahrzeuge deutlich in der Minderheit. Immerhin stieg nach der Wirtschaftskrise der 1930er Jahre die Zahl der pro Jahr gebauten Lokomotiven auf über 1000 in den folgenden Jahren an. Häufigster gebauter Typ waren Maschinen mit dem Motor OME 117. Mit dem Erscheinen der Feldbahnlok OME 117 im Jahr 1932 wurde eine normalspurige Ausführung angeboten.
Nach dem Zweiten Weltkrieg erfolgte auf Basis der OME 117 R die Weiterentwicklung zur KHD A2L 514 R.

## Entwicklung

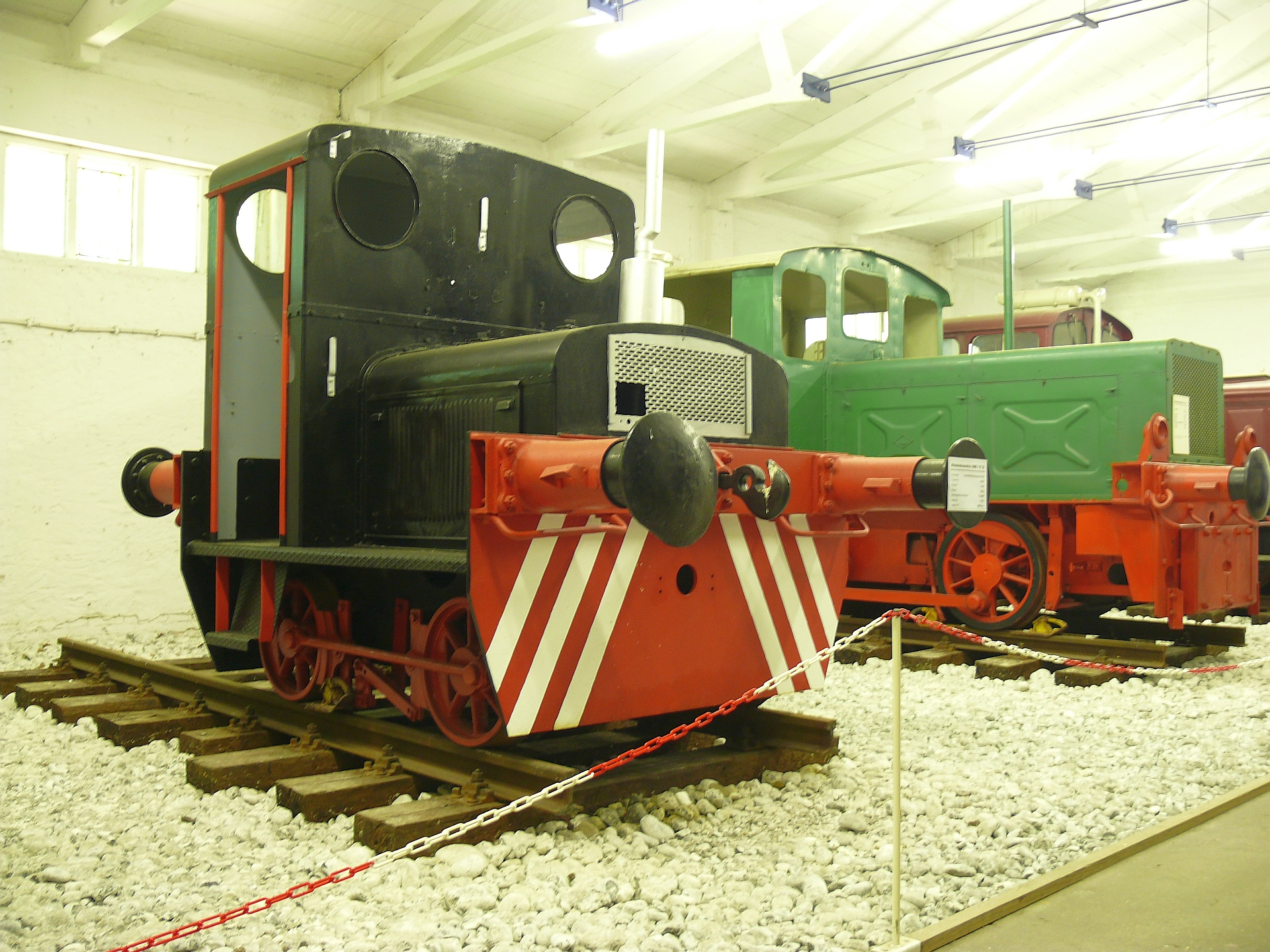
Deutz OME 117 R in Prora

Unter der Bezeichnung OME 117 für normalspurige Werkslokomotiven gab es, abgesehen von der Motorisierung, ungewöhnlicher Weise zwei grundsätzlich verschiedene Lokomotivbaureihen.
Zum einen war unter Verwendung der vorhandenen Technik aus der seit Anfang der 1930er Jahre in über 2000 Exemplaren gelieferten Feldbahnlok vom Typ OME 117 ein einfaches, führerhausloses Rangiergerät für den Verschub einzelner Fahrzeuge auf Normalspur im Programm. Folglich gleicht dieses äußerlich einer Feldbahnlokomotive und hatte anstelle von Puffern mit Dämpfungselementen nur eine starre Rammschutz- und Stoßvorrichtung.
Zum anderen wurde zu diesem Zeitpunkt (1932) ein standardisiertes Typenprogramm verschiedener Leistungsklassen für die relativ wenigen, an Werks- und Privatbahnen zu liefernden Normalspurlokomotiven angeboten. Daraus wurden nur die Zweizylinder-Typen OMZ 117 und OMZ 122 in nennenswerter Stückzahl produziert. Kleinster Vertreter war eine ebenfalls wegen des verwendeten Einzylindermotors als OME 117 bezeichnete sehr kleine Rangierlok mit Führerhaus. Sie hatte im Gegensatz zu der einfacheren normalspurigen Feldbahnlok Puffer, Speichenräder und einen Zughaken für die Standardkupplung.
Insgesamt wurden von beiden Ausführungen etwa 50 Maschinen gebaut. 

## Einsatz und Verbleib
Von den bekannten Lebensläufen waren die meisten Lokomotiven wenigstens 40 Jahre in Dienst. Im Gegensatz zu den stärkeren Typen sind Remotorisierungen wenig bekannt.
Von beiden Typen sind einige Exemplare erhalten geblieben. Äußerlich restauriert existiert beispielsweise eine Maschine der aus den Feldbahntypen abgeleiteten
Konstruktion in Privatbesitz auf dem Gelände der Museumseisenbahn Hanau. Je eine weitere Maschine dieses Typs ist in den Eisenbahnmuseen in Nördlingen und Dieringhausen vorhanden.
Die aus dem Standardprogramm abgeleitete Variante ist zum Beispiel in Form einer ehemaligen Werkslokomotive mit der Nummer 1 der Schwartauer Werke AG in Bad Schwartau im Eisenbahnmuseum Prora auf Rügen erhalten geblieben.